# PDFゾーランド
PDFゾーランド（英語: PDF Zoland）または国民防衛隊 - ゾーランド（こくみんぼうえいたい - ゾーランド、英語: People's Defence Force - Zoland）はチン州で結成された、ゾミ族を主体とする武装勢力である。同勢力はゾミ連邦同盟（Zomi Federal Union: ZFU）の軍事部門である。

## 歴史

### 黎明期
2021年ミャンマークーデター後、クーデターに反発してチン州全土でレジスタンス勢力が組織された。ゾミ連邦同盟（ZFU）もその一つであり、2021年3月30日に結成されている。クーデター後、PDFゾーランドは当時26歳だったギデオンにより、トンザン郡区とティディム郡区にまたがる「ゾーランド」（Zoland）と呼ばれる地域の解放を目的として結成された。結成当初はカチン独立軍やゾミ革命軍（ZRA）などから訓練を受けた。しかしながら、その後ZRAは方針を転換し、軍事政権と連携してPDFゾーランドを含むチン州の反政府勢力を攻撃するに至った。同年12月、PDFゾーランドの幹部が何者かにより暗殺された。PDFゾーランドはZRAが彼を暗殺したとして非難した。2022年10月にはZRAがPDFゾーランドの武器や軍事装備を盗む事件が発生した。

### チン兄弟同盟結成
2021年4月に組織されたチン族の合議体である暫定チン民族諮問評議会（Interim Chin National Consultative Council: ICNCC）ではチン憲法の起草が行き詰まり、2024年4月にチン民族戦線（CNF）はICNCCを脱退して独自のチンランド憲法を起草した。しかし、チンランド憲法にはCNFに多大な権限を付与する条項が含まれており、一部のCDFの反感を買った。同年12月、チンランド評議会（CC）の第1回会議が開催されたがチン民族防衛隊（CNDF）、CDFミンダッ、PDFゾーランド、CDFカンペレッはこれを欠席した。同年12月30日、ICNCCに残留したCNDF、PDFゾーランド、CDFミンダッ、マーラランド防衛隊はチン兄弟同盟を結成した。
2024年5月、PDFゾーランドは米国南部出身のアザド氏と英国人義勇兵2名の写真をソーシャルメディア上に公開した。アザド氏は偵察やその他の任務を行うほか、狙撃兵や歩兵の教育を行っている。彼は、シリア北部にてクルド人民防衛隊において4年間義勇兵として参加していた。
2024年11月21日、PDFゾーランドはチン州で2番目に高い山であるケネディピークに位置するミャンマー軍の拠点を占領した。
2025年1月、CC傘下のティディム郡議会/PDA-ティディムがティディムに残るミャンマー軍を攻撃する計画を明らかにすると、PDFゾーランドは激しく反発する声明を出した。

## 部隊構成
PDFゾーランドは、5個大隊総勢400人からなる。

## 経済活動
ZFUは戦費調達のために様々な手段を用いている。その一例として、ZFUはインターネット上で海外に住むゾミ族に宝くじを販売し、得た資金によりインドで武器を購入している。